# True Carnage
Albums de Six Feet Under
Graveyard Classics
(2000) Bringer Of Blood
(2003)
True Carnage est le 4e album de Six Feet Under. La présence de Karyn Crisis dans la chanson Sick and Twisted en fait la 1re chanson de Death metal contenant un duo homme-femme, tandis que la présence d'Ice-T dans la chanson One Bullet Left en fait la première chanson de rap-death.

## Titres
1. Impulse to Disembowel - 3 min 11 s
2. The Day the Dead Walked - 2 min 15 s
3. It Never Dies - 2 min 41 s
4. The Murderers - 2 min 40 s
5. Waiting for Decay - 2 min 41 s
6. One Bullet Left - 3 min 31 s featuring Ice T
7. Knife, Gun, Axe - 3 min 56 s
8. Snakes - 2 min 44 s
9. Sick and Twisted - 3 min 51 s featuring Karyn Crisis
10. Cadaver Mutilator - 2 min 34 s
11. Necrosociety - 4 min 11 s

## En plus
Ce disque contient une plage CD-Rom/multimédia sur laquelle figure le clip de The Day The Dead Walked.

## Membres du groupe
- Chant : Chris Barnes
- Guitare : Steve Swanson
- Batterie : Greg Gall
- Basse : Terry Butler

Invités : Ice-T dans la chanson One Bullet Left et Karyn Crisis (du groupe Ephel Duath) dans la chanson  Sick and Twisted.